# Adenopterus rouxi
Adenopterus rouxi är en insektsart som först beskrevs av Lucien Chopard 1915.  Adenopterus rouxi ingår i släktet Adenopterus och familjen syrsor. Inga underarter finns listade i Catalogue of Life.